# پروانه ایرانی
پروانه ایرانی (نام علمی: Melitaea persea) از گونه پروانه‌هایی است که در سال ۱۸۵۰ میلادی توصیف علمی شدند. از آسیای کوچک و ایران تا افغانستان و بخش غربی کوهستان تین شان زیستگاه این گونه‌است.